# Broelemannia bulgaricum
Broelemannia bulgaricum är en mångfotingart som beskrevs av Karl Wilhelm Verhoeff 1926. Broelemannia bulgaricum ingår i släktet Broelemannia och familjen Schizopetalidae. Inga underarter finns listade i Catalogue of Life.